# Людина з Землі (роман)

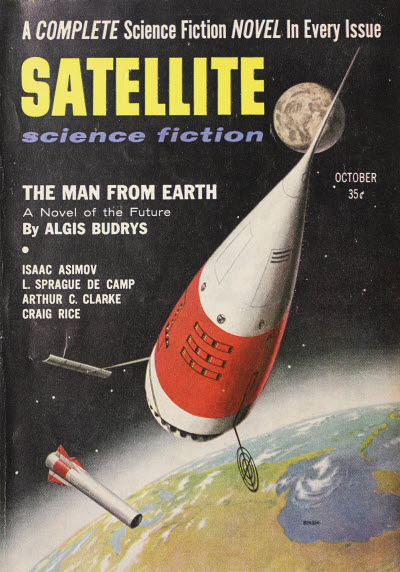
Рання версія роману «Людина з Землі», була опублікована під обкладинкою журналу Satellite Science Fiction у жовтні 1956 року.

«Людина з Землі» (англ. Man of Earth) — науково-фантастичний роман литовсько-американського письменника Альгіса Будріса, вперше опублікований у 1958 році видавництвом Ballantine Books. «Людина з Землі», «суттєво відрізняється» від попередньої версії роману, який було опублікована в дебютному номері журналу «Satellite Science Fiction» у 1956 році.

## Сюжет
У романі «Людина з Землі» головним героєм є Аллен Сібій — бізнесмен, проти якого висунені звинувачення в хабарі чиновнику. Після відчайдушної втечі з в'язниці, він сплачує кошти загадковій Корпорації Донкастер за нову особистість (і нове тіло й особу, щоб сховатися під ним). Тим не менш, Донкастер обдурює його, відправивши його як нелегального емігранта до позаземної колонії на планеті Плутон. Незважаючи на те, що він був перетворений на досить приємне місце для проживання, Плутон цілком знехтуваний нарцисонічною Землею, і тільки дрібні свердловини і неправильний видобуток з них нагадають про це. Сіблі, який не має робітничих навичок, зараховують до плутонійської армії, яка будує аномально велику військову машину. Його нова керівна особа стимулює його швидке просування в ранзі, і незабаром він приходить до висновку, що Плутон має намір вторгнутися й пограбувати свою материнську метрополію, яка знехтувала ним. Замість цього Донкастер раптово розкриває свої плани, за якими колонія Плутона була створена ними як сходинка до зірок, і що Землею залишається лише пожертвувати, у той час «нові люди», як змінений Сіблі, завоюють Всесвіт.

## Літературне значення та критика
Рецензент «Гелексі» Флойд С. Гейл написав, що Будріс «вирізав складну казку з простої тканини». Деймон Найт, незважаючи на те, що похвалив початок роману як «символічно потужний і красиво керований», потім розкритикував його, зазначивши, що з розвитком сюжету, він «спочатку втрачає свій особливий смак, а потім стає зовсім іншою історією».